# Tine De Caigny
Tine De Caigny, née le 9 juin 1997 à Beveren en Belgique, est une footballeuse internationale belge qui joue au poste de milieu relayeuse ou d'attaquante au RSC Anderlecht.

## Biographie

### En club
Elle débute au FC Herleving Vrasene. Par la suite, elle évolue au Club Bruges KV puis au Lierse SK. 
En 2016, elle quitte la Belgique et signe en Norvège, avec le Vålerenga IF. Fin 2016, elle signe au RSC Anderlecht. En mars 2021, Tine De Caigny signe au TSG 1899 Hoffenheim. Son contrat entre en vigueur à l'issue de la saison 2020-2021. Il prévoit que la joueuse évolue au club allemand jusqu'en juin 2023.
En 2023, son retour au RSC Anderlecht est annoncé. Il est prévu qu'elle reste au club jusqu'en 2025.

### En équipe nationale
Avec l'équipe de Belgique des moins de 17 ans, elle est demi-finaliste du championnat d'Europe des moins de 17 ans en 2013.
Elle inscrit 5 buts dans la rencontre de qualification pour le Championnat d'Europe féminin de football 2021 contre la Lituanie le 12 novembre 2019.
Le 20 juin 2022, elle est sélectionnée par Ives Serneels pour disputer l'Euro 2022. Durant le tournoi, elle inscrit le seul but du match contre l'Italie et qualifie la Belgique pour les quarts de finale.
Le 6 février 2023, la Belge est sélectionnée par Ives Serneels pour disputer la Arnold Clark Cup 2023. Il s'agit d'un tournoi de football féminin sur invitation organisé par la Fédération anglaise de football.

## Palmarès
- Championne de Belgique en 2018, en 2019, en 2020[7] et en 2024[8] avec le RSC Anderlecht
- Vainqueur de la Coupe de Belgique en 2016 avec le Lierse SK
- Finaliste de la Coupe de Belgique en 2014 et 2015 avec le Club Bruges KV

 Équipe de Belgique
- Pinatar Cup (1) :
  - Vainqueur : 2022.

## Distinctions personnelles
- Sparkle du meilleur espoir du championnat de Belgique en 2016
- Soulier d'or 2020[9]

## Statistiques

### Ligue des Champions
- 2018-2019 : 3 matchs, 5 buts avec le RSC Anderlecht
- 2019-2020 : 5 matchs, 3 buts avec le RSC Anderlecht
- 2023-2024 : 2 matchs, 1 but avec le RSC Anderlecht

Elle inscrit 5 buts dans la rencontre de Ligue des champions féminine de l'UEFA 2018-2019 contre le club géorgien de Martve.

## Vie privée
A la fin de l'année 2022, Tine De Caigny et la footballeuse internationale belge Laura Deloose officialisent leur relation.